# سيدة المكتب
سيدة المكتب :(office lady)

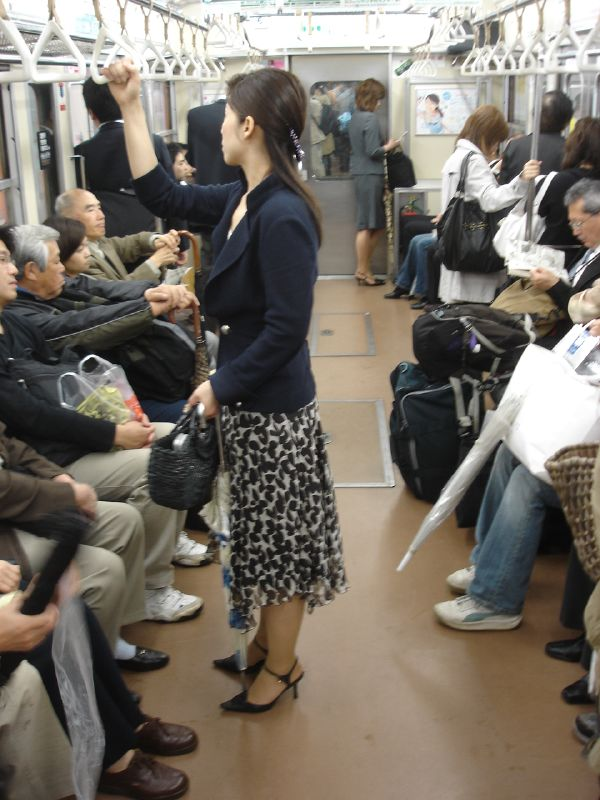
سيدة مكتب في مترو أنفاق طوكيو

هو مصطلح ياباني، وهو يرمز إلى الأنثى التي تعمل في المكاتب في اليابان وغالبا يوكل إليهم الوظائف الخاصة بالنساء مثل السكرتيرة والأعمال المكتبية. سيدات المكتبات في غالب الأحيان يعملون بدوام كامل إلا أن وظيفتهم تكون الأقل حظا في الزيادة في الراتب ومتعارف ضمنيا أن هذا النوع من السيدات يستقيلون عندما يقررون الزواج.
هذا المصطلح متعارف فيه في الصين، وتايوان وهونج كونج مع وجود بعض الاختلافات عما هو متعارف فيه اليابان.
تاريخ المصطلح:
تم استحداث المصطلح بعد الحرب العالمة الثانية، حيث زاد عدد المكاتب. عرفوا سابقا باسم سيدات الأعمال وكان اختصاره (BGS) قبل أن تكتشف اليابان أن الإنجليز كانوا قد استخدموا هذا الاختصار (B-girls) ليرمز إلى فتيات النوادي الليلية وبناء على ذلك تم اطلاق حملة لإيجاد رمز مناسب اكتر ووقع الاختيار على (OL) الذي يرمز الي سيدة المكتب، وفي عام 1980 كانت سيدة المكتب هي الوظيفة المنتشرة في اليابان.
العنصرية ضد سيدات المكتب:
في نهاية القرن العشرون سيدات المكتب كانوا مصنفين على انهم خاضعين وضعفاء لأنهم لم يقاوموا العنصرية ضدهم في محل العمل. إلا أن العديد من هؤلاء السيدات كانوا على درجة من العلم والمعرفة مع ذلك كان تتم معاملتهم على أنهم جهلاء. كان تتجلى هذه العنصرية أنهم كانوا يقومون بتقديم العصير والقهوة للموظفين.
التوظيف:
ازداد معدل توظيف النساء في اليابان منذ عام 1960 حيث أنه في عام 1955 كان ما نسبته 40% من العاملين هم نساء مع وجود فارق في أعمار الرجال والنساء الموظفين حيث ما نسبته 75% من النساء في عمر العشرين كانوا حاصلين على وظيفة وتنخفض النسبة مع ازدياد الأعمار وبعد اجتيازيهم عمر ال 34 يعود بعضهم إلى العمل بدوام جزئي. ولكن في الناحية الأخرى ينخرطون في سوق العمل من عمر العشرينيات وتبقى النسبة مرتفعة إلى 95% في العقد الثالث وارابع من أعمارهم.